# 旅するジーンズと16歳の夏
『旅するジーンズと16歳の夏』（たびするジーンズとじゅうろくさいのなつ、The Sisterhood of the Traveling Pants）は、2005年のアメリカ合衆国の青春映画。監督はケン・クワピス。アン・ブラッシェアーズの『トラベリング・パンツ』を原作としている。

## ストーリー
アメリカ・メリーランド州ベセスダ。そこで育ったカルメン、レーナ、ティビー、ブリジットは母親のお腹の中にいるときから、ずっと一緒に苦楽を分かちあってきた大の親友。ある年、レーナは祖父母のいるギリシャのサントリーニ島へ、ティビーはそのまま家に、ブリジットはサッカーの合宿、カルメンはサウスカロライナにいる父のもとを訪ねるため、互いに離ればなれの夏を初めて過ごすことになった。その別れの前日、たまたま入った古着屋で、身長も体形も異なる彼女たちの誰が履いても完璧に似合う不思議な1本のジーンズに出会う。
4人はそのジーンズを離ればなれになっても変わらぬ友情の証として、みなで順番に着回す約束を交わす。そして4人の夏が1本のジーンズとともに始まり、彼女たちはかけがえのない何かを見つけることになる。

## キャスト
俳優の横のカッコ内はDVD日本語吹替キャスト。
- カーメン: アメリカ・フェレーラ（斉藤貴美子）
- リーナ: アレクシス・ブレデル（坂本真綾）
- ティビー: アンバー・タンブリン（小島幸子）
- ブリジット: ブレイク・ライヴリー（小松由佳）
- アル: ブラッドリー・ウィットフォード（二又一成） - カーメンの父。
- エリック: マイク・ヴォーゲル
- リディア・ロッドマン: ナンシー・トラヴィス（山像かおり）
- ベイリー: ジェンナ・ボイド（本名陽子）
- ポール: カイル・シュミット
- その他の声の吹き替え：竹若拓磨／坪井智浩／真山亜子／石住昭彦／西宏子／加藤沙織／杉本ゆう／浅井清己／丸山壮史／赤城進／木下紗華／川名真知子／松下こみな／加納千秋／村上あかね